# Trigger Heart Exelica
 (septembre 2018).
Si vous disposez d'ouvrages ou d'articles de référence ou si vous connaissez des sites web de qualité traitant du thème abordé ici, merci de compléter l'article en donnant les références utiles à sa vérifiabilité et en les liant à la section « Notes et références ».
Trigger Heart Exelica (トリガーハート エグゼリカ) est un jeu vidéo de type shoot 'em up à défilement vertical développé par Warashi et édité par Sega en 2006 sur borne d'arcade (Naomi). Le jeu est adapté sur Dreamcast en 2007 et sur le Xbox Live Arcade, une version PlayStation 2 rebaptisée Trigger Heart Exelica Enhanced est commercialisé fin 2008.